# Gouvernement Vázquez I
Le gouvernement de Tabaré Vázquez est le gouvernement de la république orientale de l'Uruguay du 1er mars 2005 à mars 2010. Il succéda au gouvernement de Jorge Batlle, en fonction à partir du 1er mars 2000, et est remplacé en mars 2010 par le gouvernement Mujica, également du Front large (coalition de gauche).

## Composition
| Ministère                                                                | Nom                            | Parti                                   | Période           |  |
| ------------------------------------------------------------------------ | ------------------------------ | --------------------------------------- | ----------------- |  |
| Président                                                                | Tabaré Vázquez                 | Parti socialiste                        | 2005-2010         |  |
| Vice-président                                                           | Rodolfo Nin Novoa              | Alliance progressiste                   | 2005-2010         |  |
| Ministre de l'Intérieur                                                  | José Díaz                      | Parti socialiste                        | 2005-2007         |  |
| Ministre de l'Intérieur                                                  | Daisy Tourné                   | Parti socialiste                        | 2007 - 2009       |  |
| Ministre de l'Intérieur                                                  | Jorge Bruni                    |                                         | 2009 - 2010       |  |
| Ministre de la Défense nationale                                         | Azucena Berrutti               | Parti socialiste                        | 2005- 2008        |  |
| Ministre de la Défense nationale                                         | José Bayardi                   | Axe Artiguiste                          | 2008- 2009        |  |
| Ministre de la Défense nationale                                         | Gonzalo Fernández              | Parti socialiste                        | 2009 - 2010       |  |
| Ministre des Relations extérieures                                       | Reinaldo Gargano               | Parti socialiste                        | 2005- 2008        |  |
| Ministre des Relations extérieures                                       | Gonzalo Fernández              | Parti socialiste                        | 2008-2009         |  |
| Ministre des Relations extérieures                                       | Pedro Vaz                      | Parti socialiste                        | 2009-2010         |  |
| Ministre de l'Économie et des Finances                                   | Danilo Astori                  | Assemblée Uruguay                       | 2005- 2008        |  |
| Ministre de l'Économie et des Finances                                   | Álvaro García                  | Parti socialiste                        | 2008-2010         |  |
| Ministre de l'Éducation et de la Culture                                 | Jorge Brovetto                 | Front large                             | 2005- 2008        |  |
| Ministre de l'Éducation et de la Culture                                 | María Simón                    | Front large                             | 2008-2010         |  |
| Ministre de la Santé publique                                            | María Julia Muñoz              | Axe artiguiste (liste 5005 depuis 2009) | 2005-2010         |  |
| Ministre du Travail et de la Sécurité sociale                            | Eduardo Bonomi                 | Mouvement de participation populaire    | 2005- 2009        |  |
| Ministre du Travail et de la Sécurité sociale                            | Julio Baraibar                 | Mouvement de participation populaire    | 2009-2010'        |  |
| Ministre du Logement, de l'Aménagement territorial et de l'Environnement | Mariano Arana                  | Axe artiguiste                          | 2005- 2008        |  |
| Ministre du Logement, de l'Aménagement territorial et de l'Environnement | Carlos Colacce                 | Front large                             | 2008-2010         |  |
| Ministre de l'Élevage, de l'Agriculture et de la Pêche                   | José Mujica                    | Mouvement de participation populaire    | 2005-2008         |  |
| Ministre de l'Élevage, de l'Agriculture et de la Pêche                   | Ernesto Agazzi                 | Mouvement de participation populaire    | 2008 - 2009       |  |
| Ministre de l'Élevage, de l'Agriculture et de la Pêche                   | Andrés Berterreche             | Mouvement de participation populaire    | 2009 - 2010       |  |
| Ministre de l'Industrie, de l'Énergie et des Mines                       | Jorge Lepra                    | Indépendant                             | 2005- 2008        |  |
| Ministre de l'Industrie, de l'Énergie et des Mines                       | Daniel Martínez                | Parti socialiste                        | 2008- 2009        |  |
| Ministre de l'Industrie, de l'Énergie et des Mines                       | Raúl Fernando Sendic Rodríguez | Compromiso Frenteamplista               | 2009 - 2010       |  |
| Ministre des Transports et des Travaux publics                           | Víctor Rossi                   | Alliance progressiste                   | 2005-2010         |  |
| Ministre du Tourisme et des Sports                                       | Héctor Lescano                 | Parti démocrate chrétien                | 2005- Aujourd'hui |  |
| Ministre du Développement Social                                         | Marina Arismendi               | Parti communiste                        | 2005-2010         |  |
| Secrétaire de la Présidence                                              | Gonzalo Fernández              | Parti socialiste                        | 2005- 2008        |  |
| Secrétaire de la Présidence                                              | Miguel Toma                    | Indépendant                             | 2008-2010         |  |
| Sous-secrétaire de la Présidence                                         | Jorge Vázquez                  |                                         | 2005-2010         |  |